# Auxilium Pallacanestro Torino
Le Fiat Torino Auxilium Pallacanestro est un club italien de basket-ball basé dans la ville de Turin. Il sort de La Ligue en juin 2019.

## Historique
Le club a longtemps fait partie de l'élite italienne, avant de chuter régulièrement depuis 1993. Entre 1994 et 1996 le club est en Serie A2 (autrement appelée LegA Due). Puis c'est la Serie B1 (3e division) jusqu'en 2000, et la lente descente vers la Serie C1 dans les années 2000. Le club est dissout en 2007. Il renaît en 2015 car le club PMS Torino, qui vient de passer en Serie A en acquiert le nom, et noue un partenariat de naming avec la marque d'automobile italienne Fiat.
L'homme d'affaires russo-ukrainien Dmitri Gerasimenko rentre au capital du Torino en avril 2019. Gerasimenko, propriétaire majoritaire du Pallacanestro Cantù, autre club italien de première division, jusqu'en février 2019, a quitté ce club en laissant 1,6 million d'euros de dettes. En raison de la gestion financière désastreuse de Gerasimenko à Cantù, l'assemblée des clubs de Serie A décide, le 29 avril 2019, d'exclure le Fiat Torino de la Lega à compter de la saison 2019-2020,.

## Palmarès
| Compétitions nationales                                                                | Compétitions internationales          |
| - Coupe d'Italie (1) - Vainqueur : 2018. - Supercoupe d'Italie (0) - Finaliste : 2018. | - Coupe Korać (0) - Finaliste : 1976. |

## Joueurs et personnalités du club

### Entraîneurs
Le tableau suivant présente la liste des entraîneurs du club depuis 1974.
| Rang | Nom            | Période         |
| ---- | -------------- | --------------- |
| 1    | / Lajos Tóth   | 1974-1975       |
| 2    | Augusto Giomo  | 1974-janv. 1977 |
| 3    | Gianni Asti    | Janv. 1977-1977 |
| 4    | Sandro Gamba   | 1977-1980       |
| 5    | Gianni Asti    | 1980-1983       |
| 6    | Dido Guerrieri | 1983-1986       |
| 7    | Mario De Sisti | 1986-déc. 1986  |
| 8    | Federico Danna | Déc. 1986-1987  |

| Rang | Nom                | Période           |
| ---- | ------------------ | ----------------- |
| 9    | Gianni Asti        | 1987-1989         |
| 10   | Dido Guerrieri     | 1989-janv. 1991   |
| 11   | Federico Danna     | Janv. 1991-? 1993 |
| 12   | Giuseppe Guerrieri | ? 1993-1995       |
| 13   | Romeo Sacchetti    | 1996-1998         |
| 14   | Guido Tassone      | 1998-1999         |
| 15   | Giuseppe Carbone   | 1999-2000         |
| 16   | John Fultz         | 2000-2001         |

| Rang | Nom               | Période            |
| ---- | ----------------- | ------------------ |
| 17   | Guido Tassone     | 2001-2004          |
| 18   | Marco Morganti    | 2004-2005          |
| 19   | Massimo Cibrario  | 2005-2006          |
| 20   | Giovanni Gianzana | 2005-2006          |
| 21   | Marco Spanu       | 2006-2008          |
| -    | Club inactif      | 2008-2015          |
| 22   | Luca Bechi        | 2015-déc. 2015     |
| 23   | Francesco Vitucci | déc. 2015-mai 2017 |

| Rang | Nom             | Période              |
| ---- | --------------- | -------------------- |
| 24   | Luca Banchi     | mai 2017-janv. 2018  |
| 25   | Carlo Recalcati | janvier-février 2018 |
| 26   | Paolo Galbiati  | février-juin 2018    |
| 27   | Larry Brown     | juin-décembre 2018   |
| 28   | Paolo Galbiati  | décembre 2018-2019   |

### Effectif actuel (2018-2019)
| N° | Joueur               | Position         | Taille | Age |
| -- | -------------------- | ---------------- | ------ | --- |
| 0  | Tra Holder           | Meneur           | 1,85 m | 22  |
| 3  | Simon Anumba         | Arrière          | 1,94 m | 21  |
| 4  | Tony Carr            | Meneur           | 1,96 m | 20  |
| 8  | Giuseppe Poeta       | Meneur           | 1,90 m | 32  |
| 12 | Marco Cusin          | Pivot            | 2,11 m | 33  |
| 14 | James Michael McAdoo | Ailier fort      | 2,06 m | 25  |
| 18 | David Okeke          | Ailier           | 2,07 m | 19  |
| 23 | Vojislav Stojanović  | Ailier / Arrière | 1,99 m | 21  |
| 32 | Tekele Cotton        | Arrière          | 1,88 m | 25  |

### Joueurs célèbres
- Alessandro Abbio
- Carlo Caglieris
- Brian Howard
- Renzo Vecchiato